# 田村和希
田村 和希（たむら かずき、1995年7月16日 - ）は、山口県岩国市（旧：玖珂郡玖珂町）出身の陸上競技選手。専門は長距離走。山口県立西京高等学校、青山学院大学経営学部経営学科卒業。 住友電工陸上競技部所属。身長168cm、体重50kg。
黒崎播磨陸上競技部に所属する田村友佑および田村友伸は実弟。

## 経歴

### 高校・大学時代
西京高校時代は全国高校駅伝に3年連続で出場し、特に3年時は3区で区間4位（日本人2位）の快走をみせた。高校卒業後は青山学院大学に入学し、同陸上競技部・男子長距離ブロックへ所属。
大学1年時の第91回箱根駅伝4区で駅伝デビュー。区間記録を上回るハイペースで突っ込むと明治大学の松井智靖と併走しながらペースを維持し最後は競り勝った。田村は54分28秒の区間新記録で区間賞を獲得。第88回大会2区の出岐雄大、第89回大会8区の高橋宗司に次ぐ大学史上3人目の区間賞獲得者となり、大学史上初めての区間記録保持者となった。青学大は5区の神野大地で首位に浮上すると復路も快走が続き、往路・復路・総合の完全優勝を成し遂げた。
2年時の第47回全日本大学駅伝では3区を担当。区間記録にあと4秒と迫るも、同大会MVPに輝いた東洋大学の口町亮に1秒及ばず区間賞を逃した。第92回箱根駅伝では再び4区を務め、2年連続の区間賞。青学大は1区から一度も先頭を譲らない完全優勝を果たす。
3年時の第28回出雲駅伝と第48回全日本大学駅伝ではいずれも区間賞を獲得すると共に首位を奪取する快走を見せた。2016年11月26日の10000m記録挑戦競技会では大学新記録の28分18秒31をマークした。第93回箱根駅伝は7区を務めたが、大会3日前に風邪で体調を崩し本調子では無かったこと、また気温の上昇もあり15㎞を過ぎてからペースが急落、脱水症状を起こし蛇行する状態となってしまった。それでも区間11位で踏ん張り首位を守ってタスキリレー。チームは3年連続の往路・復路・総合完全優勝とともに、史上4校目の学生駅伝三冠に輝いた。
4年時は春から怪我に泣き、満足な練習が出来なかった。しかし第29回出雲駅伝では2区で区間新記録を樹立し完全復活を果たした。第49回全日本大学駅伝でも2区で区間賞を獲得したが、チームは3位に終わった。田村はその後のインタビューで「去年までなら区間賞で満足できたけれど、今は満足できません。」と語っている。第94回箱根駅伝では3区区間2位と好走したが、先頭の東洋大学との差は縮まらずチームは往路2位に終わる。しかし6区で逆転し総合4連覇を達成。田村は「箱根駅伝に4回出場し全て総合優勝」を経験した数少ないランナーとなった。第23回全国都道府県対抗男子駅伝では3区で14人抜きの快走を見せ、区間賞を獲得した。

### 実業団時代
実業団初年度の第102回日本選手権では5000mで4位入賞。第63回ニューイヤー駅伝では3区で11人抜き・区間4位の快走を見せる。2月の第102回日本選手権クロスカントリーではシニア男子10kmで2位。
2019年5月の第103回日本選手権10000mでは28分13秒39で優勝を果たす。第64回ニューイヤー駅伝は6区区間4位。第25回全国都道府県対抗男子駅伝では3区で13人抜きの快走を見せ、区間賞を獲得。2月の第103回日本選手権クロスカントリーではシニア男子10kmで2年連続の2位。
2020年12月の第104回日本選手権10000mでは、ハイレベルの争いのなかで従来の日本記録を0秒77更新する27分28秒92をマークし3位入賞。しかし2020年東京オリンピック10000mの参加標準記録には0秒92及ばなかった。第65回ニューイヤー駅伝では3区で18人抜きの激走を見せ、区間タイ記録で区間賞を獲得した。
2021年5月の第105回日本選手権10000mで東京五輪の参加標準記録突破・日本代表入りを目指したが、腓骨の疲労骨折により欠場した。

## 人物・エピソード
- 青山学院大学陸上競技部監督の原晋は「暑さに弱いのが課題」と指摘し、田村自身も自認している。夏合宿で2年時までは度々脱水症状を起こしていたが、3年時は「1回だけで乗り越えられました」と、ラジオ・雑誌・学院内ネット広報などの多数のインタビューで語っている。
- 趣味はイラスト作成。陸上部員に絵を描くことが趣味としている部員が多いことから、2015年秋頃から「啓発されてイラストを描くようになりました」と語り、❝たむかず画伯❞と称して作品を自身のSNSサイトで公開している。それまでは「趣味が無かったですね」と発言していた。なお、大学陸上誌『大学駅伝』2015年秋号では趣味を「探し中」と答えていたが、これを実際に取材でプロフィールを記入したのは4月頃のことであった。
- 3歳下の田村友佑（岩国工業高校出身、黒崎播磨所属）、6歳下の田村友伸（西京高校出身、黒崎播磨所属）の実弟2人も陸上競技選手。2017年1月22日に行われた第22回全国都道府県対抗男子駅伝では山口県チームに3兄弟が同時に出場。1区（友佑・高校生）→2区（友伸・中学生）→3区（和希）の大会史上初となる「三兄弟タスキリレー」が行われた[7]。

## 大学駅伝成績
| 学年             | 出雲駅伝                          | 全日本大学駅伝              | 箱根駅伝                           |
| ---------------- | --------------------------------- | --------------------------- | ---------------------------------- |
| 1年生 (2014年度) | 第26回 （開催中止）               | 第46回 ― - ― 出走なし       | 第91回 4区-区間賞 54分28秒 区間新  |
| 2年生 (2015年度) | 第27回 ― - ― 出走なし             | 第47回 3区-区間2位 26分59秒 | 第92回 4区-区間賞 55分17秒         |
| 3年生 (2016年度) | 第28回 2区-区間賞 16分24秒        | 第48回 2区-区間賞 38分07秒  | 第93回 ７区-区間11位 1時間05分40秒 |
| 4年生 (2017年度) | 第29回 2区-区間賞 15分47秒 区間新 | 第49回 2区-区間賞 38分04秒  | 第94回 3区-区間2位 1時間02分43秒   |

## ベスト記録
- 1500m - 3分48秒71（2020年 : 関西実業団選手権）
- 5000m - 13分21秒56（2024年 : 第108回日本陸上競技選手権大会）
- 10000m - 27分28秒92（2020年 : 第104回日本陸上競技選手権大会）
- ハーフマラソン - 1時間1分56秒（2017年 : 丸亀ハーフマラソン）